# Лагоа-Бонита-ду-Сул
Лагоа-Бонита-ду-Сул (порт. Lagoa Bonita do Sul) — муниципалитет в Бразилии, входит в штат Риу-Гранди-ду-Сул. Составная часть мезорегиона Восточно-центральная часть штата Риу-Гранди-ду-Сул. Входит в экономико-статистический микрорегион Санта-Крус-ду-Сул. Население составляет 2561 человек на 2006 год. Занимает площадь 108,500 км². Плотность населения — 23,6 чел./км².

## Статистика
- Валовой внутренний продукт на 2003 составляет 25 301 655,00 реалов (данные: Бразильский институт географии и статистики).
- Валовой внутренний продукт на душу населения на 2003 составляет 10 068,31 реалов (данные: Бразильский институт географии и статистики).